# Шепелюгинская улица
Шепелюгинская улица — улица в Москве, в районе Лефортово Юго-Восточного административного округа. Улица проходит от шоссе Энтузиастов до Упорного переулка.

## История возникновения
Улица возникла ещё до Октябрьской революции. Носила название Рыбинская улица в честь домовладельца Константина Николаевича Рыбина (а вовсе не из-за рыбной лавки, как полагают многие). 7 июня 1922 года переименована в Шепелюгинскую улицу в честь местного домовладельца.

## Примечательные здания и сооружения

### По нечётной стороне
- № 5к2 — Служба эвакуации.

### По чётной стороне
- № 4 — Qiwi — платёжный терминал.
- № 14 — Школа XXI век.

## Транспортное обслуживание
По Шепелюгинской улице общественный городской транспорт не проходит.
Ближайшие станции метро —  Авиамоторная,  Авиамоторная,  Площадь Ильича и  Римская.
Ближайшие железнодорожные станции —  Авиамоторная,  Москва-Товарная и  Серп и Молот.